# Gerichtsamt Wilsdruff
Das Gerichtsamt Wilsdruff war in den Jahren zwischen 1856 und 1874 die unterste Verwaltungseinheit und von 1856 bis 1879 nach der Abschaffung der Patrimonialgesetzgebung im Königreich Sachsen Eingangsgericht. Es hatte seinen Amtssitz in der Stadt Wilsdruff.

## Geschichte
Nach dem Tod des sächsischen Königs Friedrich August II. wurde unter der Regierung von dessen Nachfolger König Johann nach dem Vorbild anderer Staaten des Deutschen Bundes die Abschaffung der Patrimonialgesetzgebung verordnet. An die Stelle der bisher im Königreich Sachsen in Stadt und Land vorhandenen Gerichte der untersten Instanz traten die zentral gelegenen Bezirksgerichte und Gerichtsämter in nahezu allen größeren Städten. Die Details der Verwaltungsreform regelten das sächsische Gerichtsverfassungsgesetz vom 11. August 1855 und die Verordnung über die Bildung der Gerichtsbezirke vom 2. September 1856.

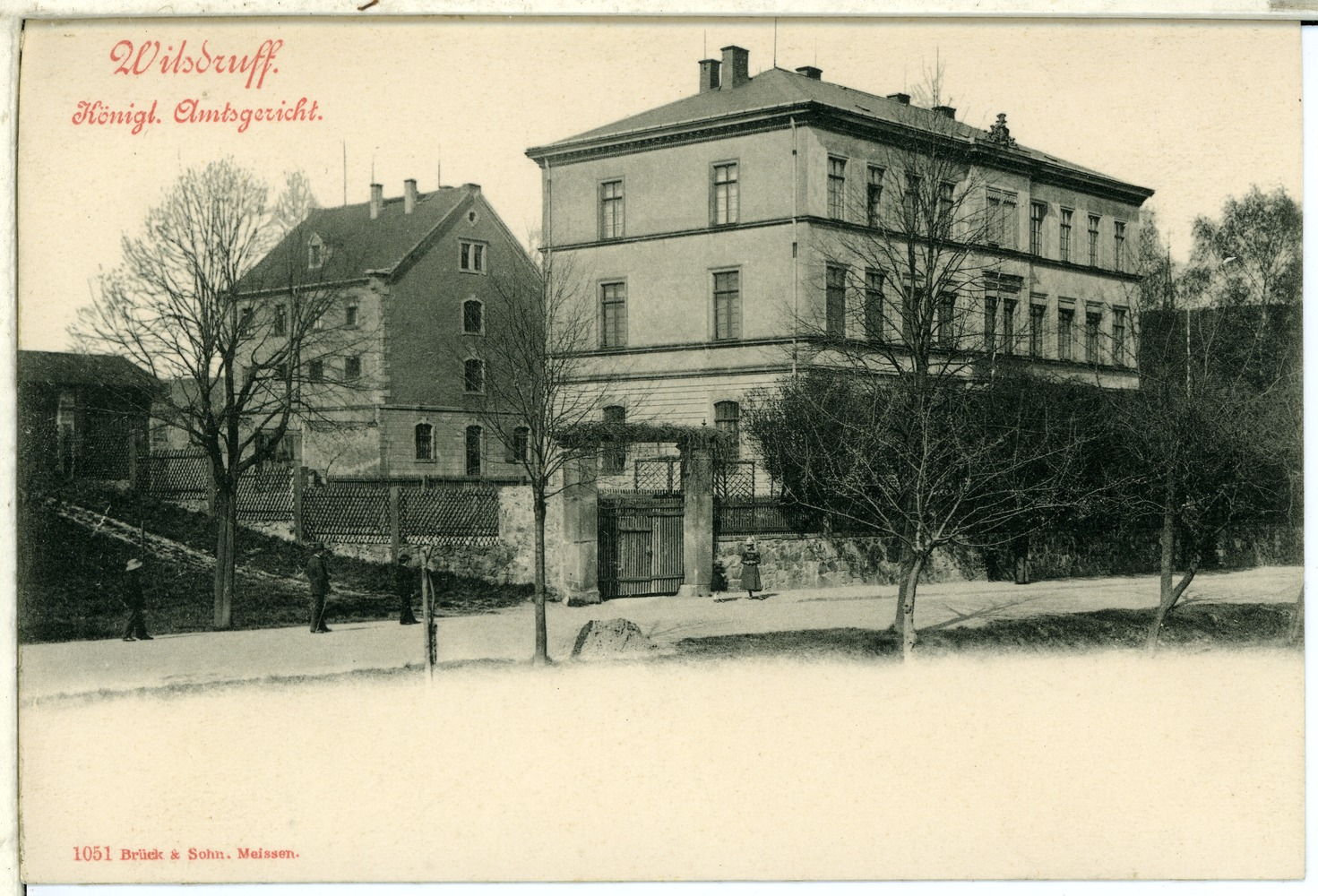
Gebäude des Königlichen Amtsgericht Wilsdruff (1899)

Stichtag für das Inkrafttreten der neuen Behördenstruktur im Königreich Sachsen war der 1. Oktober 1856. Aufgelöst wurde das Königliche Gericht Wilsdruff. Das neu gebildete Gerichtsamt Wilsdruff unterstand dem Bezirksgericht Dresden. Sein Gerichtsbezirk umfasste Wilsdruff, Alttanneberg, Birkenhain, Blankenstein (Plankenstein), Burkhardtswalde, Groitzsch, Grumbach (Ober- und Nieder-), Helbigsdorf, Herzogswalde, Hühndorf, Kaufbach, Kesselsdorf, Kleinschönberg, Klipphausen mit Kneipe, Lampersdorf, Limbach, Lotzen, Munzig, Neukirchen mit Anbau und Fasanenhäusern, Neutanneberg, Niederwartha mit Grunna, Perne, Röhrsdorf, Roitzsch, Rothschönberg, Sachsdorf, Schmiedewalde, Sora, Steinbach bei Kesselsdorf, Steinbach bei Neukirchen, Unkersdorf, Weistropp und Wildberg.
Nach der Neustrukturierung der Gerichtsorganisation gemäß dem Gesetz über die Organisation der Behörden für die innere Verwaltung vom 21. April 1873 gingen die Verwaltungsbefugnisse der Gerichtsämter 1874 auf die umgestalteten bzw. neu gebildeten Amtshauptmannschaften über.
Seitdem das bisherige königliche Gericht als königliches Gerichtsamt bezeichnet wurde, führte sein Vorstand den Titel Gerichtshauptmann.
Die Verwaltungsaufgaben des Gerichtsamtes Wilsdruff wurden im Zuge der Neustrukturierung der sächsischen Gerichtsorganisation gemäß dem Gesetz über die Organisation der Behörden für die innere Verwaltung vom 21. April 1873 in die im Jahre 1874 neugeschaffene Amtshauptmannschaft Dresden mit Sitz in der Stadt Dresden integriert.
Das Gerichtsamt Wilsdruff wurde 1879 auf Grund des Gesetzes über die Bestimmungen zur Ausführung des Gerichtsverfassungsgesetzes im Deutschen Reich vom 27. Januar 1877 und des Gesetzes über die Zuständigkeit der Gerichte in Sachen der nichtstreitigen Gerichtsbarkeit vom 1. März 1879 durch das neu gegründete Amtsgericht Wilsdruff abgelöst.

## Gerichtsgebäude

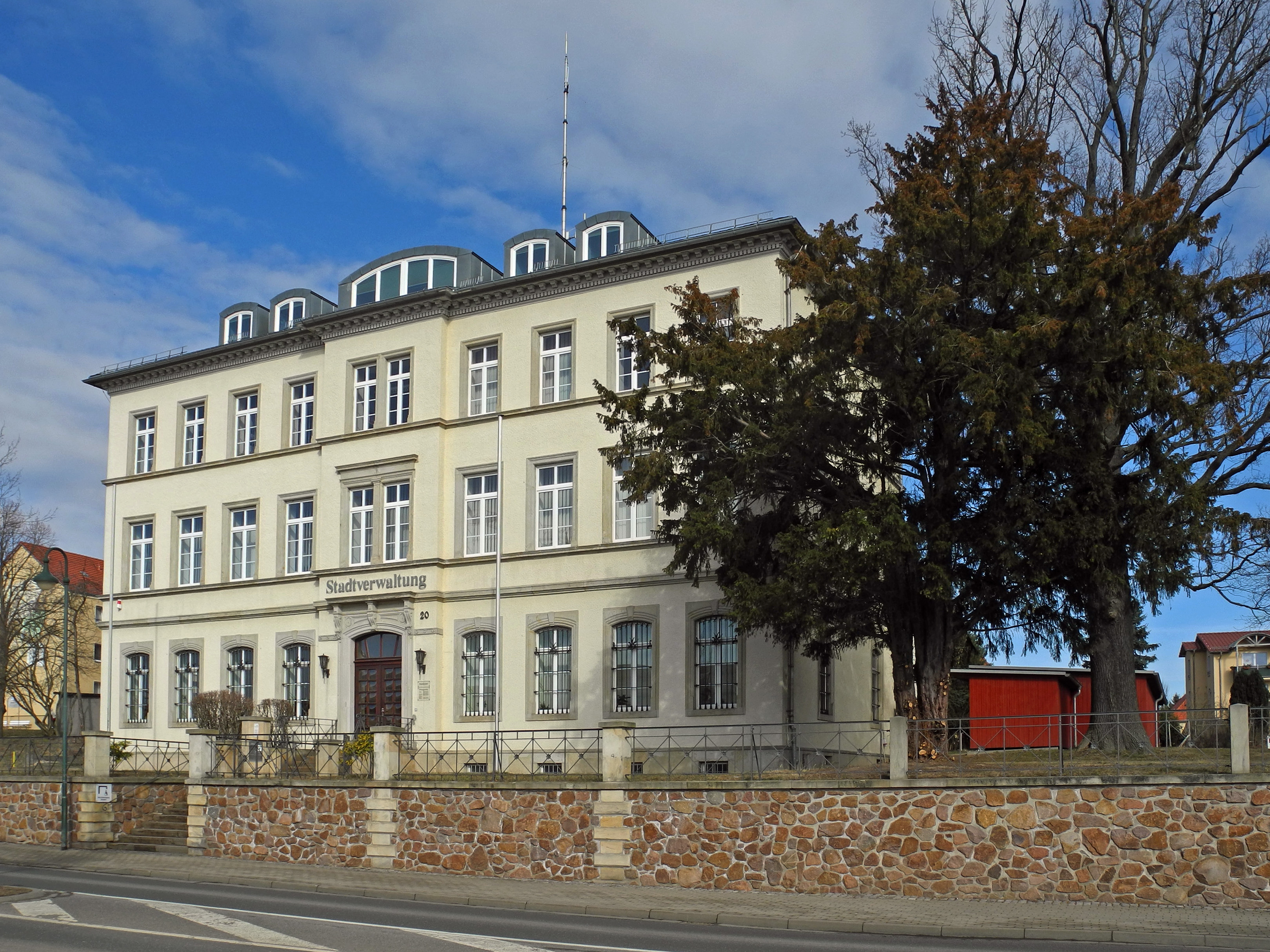
Gerichtsgebäude

Das Gerichtsamt nutzte das nach 1858 erbaute Gerichtsamtsgebäude (Nossener Straße 20). Der dreigeschossige Putzbau mit profilierten Gurtgesimsen, Sandsteingewände, im Erdgeschoss mit Segmentbogen und Schlussstein, Portal mit Segmentbogen, die gerade Verdachung von Konsolen getragen, langen Freitreppe und Walmdach ist ortsgeschichtlich von Bedeutung und steht daher unter Denkmalschutz. Es wird heute von der Stadtverwaltung genutzt.